# Химна Камеруна
О Камеруне, колевко наших предака (фр. Ô Cameroun, Berceau de nos Ancêtres, енгл. O Cameroon, Cradle of our Forefathers), позната и као Песма јединства (фр. Chant de Ralliement, енгл. The Rallying Song), назив је за националну химну Камеруна.

## Историја
Химна је компонована у касним 1920им. Коришћена је у незваничним ситуацијама почев од 1948. године пре независности, а званично је прихваћена 1957. године. Музика је компонована од стране композитора Ренеа Дјама Афамеа, који такође потписује и текст химне заједно са сународницима Самуелом Минкиом Бамбом и Моисом Нијатеом Нко'ом. Текст химне је промењен 1978. године.

## Текст химне
| Оригинални текст химне на француском језику | Оригинални текст химне на енглеском језику | Превод на српском језику                                              |
| --- | --- | --------------------------------------------------------------------- |
| Прва строфа: O Cameroun berceau de nos ancêtres, Va debout et jaloux de ta liberté, Comme un soleil ton drapeau fier doit être, Un symbole ardent de foi et d’unité. Рефрен: Chère Patrie, Terre chérie, Tu es notre seul et vrai bonheur, Notre joie, notre vie, En toi l’amour et le grand honneur. Друга строфа: Que tous tes enfants du Nord au Sud, De l’Est à l’Ouest soient tout amour, Te servir que ce soit le seul but, Pour remplir leur devoir toujours. Рефрен: Chère Patrie, Terre chérie, Tu es notre seul et vrai bonheur, Notre joie, notre vie, En toi l’amour et le grand honneur. | Прва строфа: O Cameroon, Thou Cradle of our Fathers, Holy Shrine where in our midst they now repose, Their tears and blood and sweat thy soil did water, On thy hills and valleys once their tillage rose. Dear Fatherland, thy worth no tongue can tell! How can we ever pay thy due? Thy welfare we will win in toil and love and peace, Will be to thy name ever true! Рефрен: Land of Promise, land of Glory! Thou, of life and joy, our only store! Thine be honour, thine emotion, And deep endearment, for evermore. Друга строфа: From Shari, from where the Mungo meanders From along the banks of lowly Boumba Stream, Muster thy sons in union close around thee, Mighty as the Buea Mountain be their team; Instil in them the love of gentle ways, Regret for errors of the past; Foster, for Mother Africa, a loyalty That true shall remain to the last. Рефрен: Land of Promise, land of Glory! Thou, of life and joy, our only store! Thine be honour, thine emotion, And deep endearment, for evermore. | Овај одељак би требало проширити . Можете помоћи додавањем садржаја . |
| [икона] | Овај одељак би требало проширити. Можете помоћи додавањем садржаја. |                                                                       |

### Текст химне на локалним језицима
Постоје незванични текстови националне химне Камеруна на локалним језицима које се уче у школама у десет конститутивних камерунских покрајина. Ти језици су: медумба, бамилеке, дуала, баса, фулски, булу, бафут и на другим локалним језицима.